# Satèl·lit d'observació terrestre
Els  satèl·lits d'observació terrestre  són satèl·lits artificials dissenyats per observar la Terra des d'una òrbita. Són similars als satèl·lits espies, però dissenyats específicament per a aplicacions no militars com a control del medi ambient, meteorologia, cartografia, etc.

## Funcionament
Els satèl·lits d'observació de la terra es divideixen, segons la seva òrbita, en satèl·lits d'òrbita baixa (LEO) i satèl·lits d'òrbita geoestacionària (GEO).

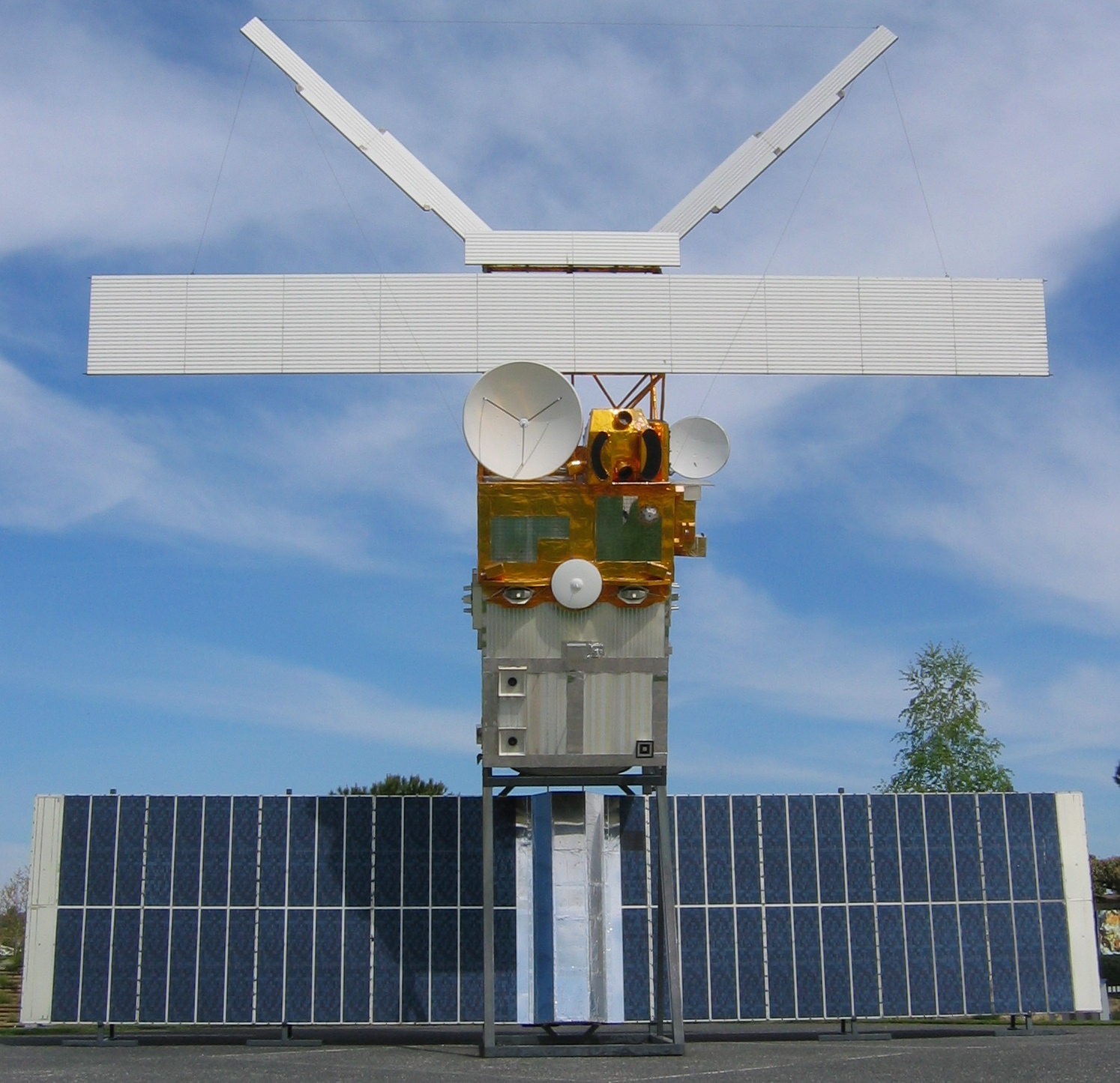
Un Satèl·lit d'observació terrestre: ERS 2.

- Els LEOs varien en un rang de típicament, 200-1200 km sobre la superfície terrestre, cosa que significa que tenen períodes compresos entre 90 minuts i 5 hores i, per tant, són excel·lents candidats per realitzar exploracions exhaustives de la superfície terrestre (detecció d'incendis, determinació de la biomassa, estudi de la capa d'ozó, etc.). Ex: TRMM, SMOS, SSMI, CryoSat, entre d'altes.

- Els GEOs tenen una òrbita fixa a 35.875 km de distància, en òrbita equatorial (cosa que significa que queden en direcció sud per als habitants de l'hemisferi nord, en direcció nord per als habitants de l'hemisferi sud i justament a sobre dels habitants de l'equador). A més, per les característiques de l'òrbita geoestacionària, sempre romanen fixos en el mateix punt. Són excel·lents per a estudis de meteorologia (Meteosat).

Els instruments d'observació depenen de l'objecte de l'estudi; i varien des de l'observació en l'espectre visible, les microones, etc.
La majoria de satèl·lits es limiten a ser instruments passius, és a dir, recullen la radiació ja present, principalment en l'espectre visible. Aquests satèl·lits van equipats amb lents similars a les d'un telescopi terrestre, una càmera CCD, etc.

### Casos especials
- Radiometria
- SAR
- LIDAR

### Satèl·lits i els seus usos en l'observació de la Terra
| Satèl·lit | Agència                                           | Òrbita | Ús                    |
| Landsat   | NASA                                              | LEO    | Informació geogràfica |
| Meteosat  | ESA                                               | GEO    | Meteorologia          |
| GOES      | United States National Weather Service            | GEO    | Meteorologia          |
| SPOT      | CNES                                              | LEO    | Diversos usos         |
| RapidEye  | RapidEye AG Arxivat 2008-08-01 a Wayback Machine. | LEO    | Informació geogràfica |